# Cosmo Gordon Lang
Cosmo Gordon Lang   (Fyvie, 31 d'octubre de 1864 - Kew, 5 de desembre de 1945) primer Baró Lang de Lambeth, Reial Orde Victorià, Consell Privat del Regne Unit, va ser un prelat anglicà que va servir com a arquebisbe de York (1908–1928) i arquebisbe de Canterbury (1928-1942). La seva ràpida elevació a l'arquebisbat de York, després de només divuit anys d'ordenació, va ser un fet sense precedents en la història moderna de l'Església anglicana. Com a Lord i arquebisbe va esdevenir una figura clau en la política del Regne Unit durant el període d'entreguerres, a més de ser un impulsor clau de l'ecumenisme.
Fill d'un ministre presbiterià escocès, Lang va abandonar la tradició familiar de carreres legals o polítiques per preparar-se al sacerdoci anglicà. Començant l'any 1890, el seu primer ministeri va ser en les barriades de Leeds i Portsmouth, a més d'un breu servei com a capellà a una escola d'Oxford. L'any 1901 va ser nomenat bisbe sufragani de Stepney, a Londres, on va seguir treballant preferentment amb els pobres i com canonge de la Catedral de Saint Paul.
Després de només set anys com a bisbe no diocesà, l'any 1908 va ser nomenat arquebisbe de York. En aquella època el seu pensament religiós era considerat anglocatòlic, deutor dels assaigos catòlics liberals expressats en l'obra Lux Mundi. Va entrar a la Cambra dels Lords com Lord Espiritual, on va causar consternació entre els cercles tradicionalistes per argumentar i votar en contra de la proposta dels Lords de rebutjar el «People's Budget» («Pressupost del Poble») de David Lloyd George el 1909. Aquest aparent radicalisme, però, no es va mantenir en anys següents. Al començament de la Primera Guerra Mundial, Lang va ser durament criticat a causa d'un discurs en què tractava amablement l'emperador alemany. Aquest fet l'afectà personalment i va poder haver contribuït al seu ràpid i evident envelliment durant la guerra. Després d'aquesta, va començar a promoure la unitat de les Esglésies i, en la Conferència de Lambeth, l'any 1920, va ser el responsable del «Church's Appeal to All Christian People» («Petició de l'Església a tot el Poble Cristià"), un document fonamental en el desenvolupament de l'ecumenisme. Com a arquebisbe de York va recolzar diverses i controvertides propostes de revisió del Llibre d'Oració Comú, però un cop a Canterbury no va fer passos significatius per resoldre aquest tema.
Lang va ser nomenat arquebisbe de Canterbury l'any 1928. Com a tal, va presidir la Conferència de Lambeth de 1930, que va aprovar de forma limitada l'ús dels anticonceptius. Després de denunciar com immoral la invasió italiana d'Abissínia del 1935 i condemnar enèrgicament l'antisemitisme europeu, va recolzar posteriorment les polítiques d'apaivagament del govern britànic enfront l'Alemanya nazi del 1937 al 1939. Com a arquebisbe de Canterbury durant la crisi per l'abdicació d'Eduard VIII de 1936, les seves postures morals es van anar fent gradualment més tradicionalistes i moltes de les seves afirmacions respecte a l'abdicació van ser considerades poc caritatives amb el rei sortint. Retirat l'any 1942, va ser nomenat Baró Lang de Lambeth i va continuar participant en els debats de la Cambra dels Lords fins que va morir el 1945.

## Infància

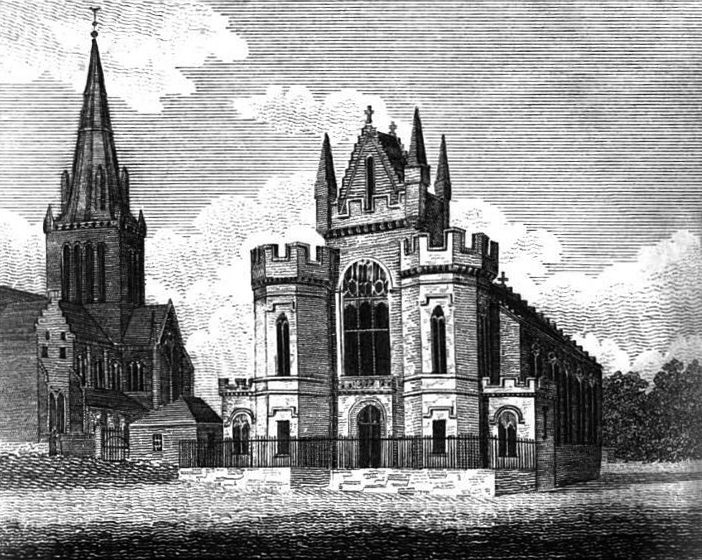
L'església de la Baronia de Glasgow, capella on va ser nomenat sacerdot el pare de Lang l'any 1873.

Cosmo Gordon Lang va néixer l'any 1864 a la Manse de Fyvie, Aberdeenshire, sent el tercer fill del sacerdot local de l'Església d'Escòcia, el reverend John Marshall Lang, i de la seva dona, Hannah Agnes Lang. Cosmo va ser batejat a l'església de Fyvie per un capellà veí, que va afegir sense voler el nom «William» als noms proposats pels seus pares, potser perquè el laird de la regió es deia William Cosmo Gordon. Lang va utilitzar rarament el nom addicional durant la seva vida adulta. El gener de 1865 la família es va mudar a Glasgow, on John Lang havia estat nomenat capellà del districte d'Anderston. Posteriorment, la família va patir més trasllats: l'any 1868 a Morningside, Edimburg i, el 1873, de tornada a Glasgow, on John Lang va ser nomenat ministre de la històrica església de la Baronia.

A Glasgow, Lang va estudiar a la Park School, una escola diürna on va guanyar un premi per un assaig en literatura anglesa i va jugar en un equip de futbol. Posteriorment va dir:
| « | "Mai vaig estar massa interessat en els mètodes (de l'escola)". | » |

 Va passar les vacances en diversos llocs d'Escòcia, sobretot a Argyll on, ja adult, tornaria amb freqüència. L'any 1878, amb catorze anys, va superar els exàmens de matrícula i, malgrat la seva joventut, va començar els seus estudis a la Universitat de Glasgow aquest mateixa tardor.

## Estudis universitaris

### Glasgow
A la Universitat de Glasgow, Lang va ser l'alumne d'alguns dels erudits més importants d'Escòcia, entre els quals destacaven el professor de grec Richard Claverhouse Jebb, el físic William Thomson (després nomenat Lord Kelvin) i el filòsof (Edward Caird bj,, kbg, b,. jj,. nj). Molt de temps després, Lang comentaria la ineptitud d'alguns d'aquests eminents científics per manejar «els grollers escocesos que formaven la major part de les seves classes». Lang va ser influenciat pel pensament de Caird, que va atorgar al jove, segons les seves pròpies paraules, «el seu primer despertar real». El posterior arquebisbe recordava després com, en una mena de revelació passejant-se per Kelvingrove Park, va expressar en veu alta la seva sobtada convicció que «l'univers és un i la seva unitat i realitat última és Déu!». També reconeixia que el seu gran error en la universitat va ser la seva incapacitat per fer algun progrés en matemàtiques: «per a mi, abans i ara, (són) inintel·ligibles ».
Lang va viatjar per primera vegada fora d'Escòcia, a Londres, el 1881, on va escoltar l'orador i teòleg Henry Parry Liddon predicant a la Catedral de Saint Paul. També va escoltar un debat entre William Ewart Gladstone i Joseph Chamberlain a la Cambra dels Comuns del Regne Unit. Més tard en el mateix any, va viatjar a Cambridge, on va visitar la Capella del King's College i, impressionat, va decidir estudiar allà. En gener del següent any va aprovar els exàmens d'admissió, però en veure part dels seus estudis de grau incloïen matemàtiques, va perdre l'entusiasme. En comptes d'en Cambridge, es va presentar al Balliol College d'Oxford, on va ser acceptat. Va acabar els seus estudis a Glasgow en l'estiu de 1882, rebent el títol de Master of Arts, amb premis especials pels seus assajos en política i història de l'Església.

### Oxford

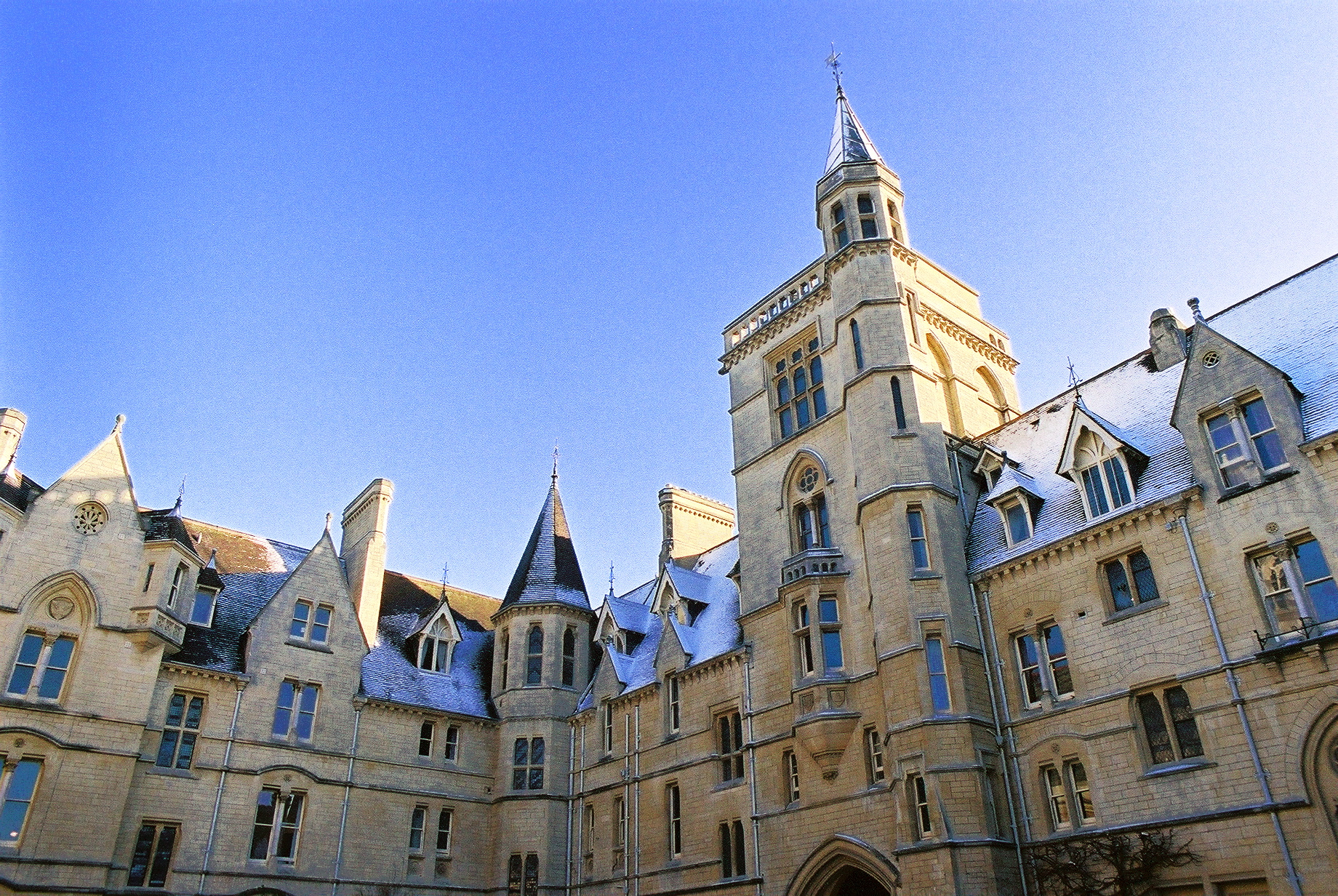
El Balliol College, d'Oxford, on Lang va estudiar entre el 1882 i el 1886.

Lang va començar els seus estudis al Balliol l'octubre del 1882. En el primer curs va aconseguir la beca Brakenbury, descrita pel seu biògraf John Gilbert com «la beca de banda blava (sic, de major qualitat) en qualsevol universitat de les illes britàniques». El febrer de 1883, la seva dissertació a l'Oxford Union en contra de la separació Església-Estat d'Escòcia va ser gratament rebuda, sent la seva oratòria fins i tot comparada a la del polític de l'antiga Grècia Demòstenes. Lang va ser elegit president de la societat l'estiu de 1883, i a l'any següent va ser cofundador de l'Oxford University Dramatic Society (OUDS).
Tot i considerar-se a si mateix de pensament progressista, es va unir i va ser secretari del Canning Club, la principal societat conservadora de la Universitat d'Oxford. Un dels seus companys, Robert Cecil, recordaria després que les opinions progressistes de Lang, tot i ser molt mal vistes pels tradicionalstories, eren escoltades, per respecte a la seva habilitat.
Lang va assistir a la inauguració del Toynbee Hall, una missió universitària per ajudar els pobres de l'East End de Londres. S'havia acostat per primera vegada a aquest treball l'any 1883, després d'escoltar un sermó sobre aquest tema a St Mary's Church, Oxford, llegit per Samuel Augustus Barnett, vicari de Whitechapel. Barnett va esdevenir el primer encarregat de l'establiment, mentre que Lang va ser un dels seus primers secretaris no graduats. Va dedicar-hi tant temps a aquesta missió que, va ser reprès pel director de Balliol, Benjamí Jowett, per descuidar els seus estudis. En 1886 Lang es va graduar amb honors en Història, però va fracassar en el seu intent d'aconseguir una plaça fixa a l'All Souls College, a causa de la poca formació escolàstica que va rebre a Glasgow.

## Cap a l'ordenació

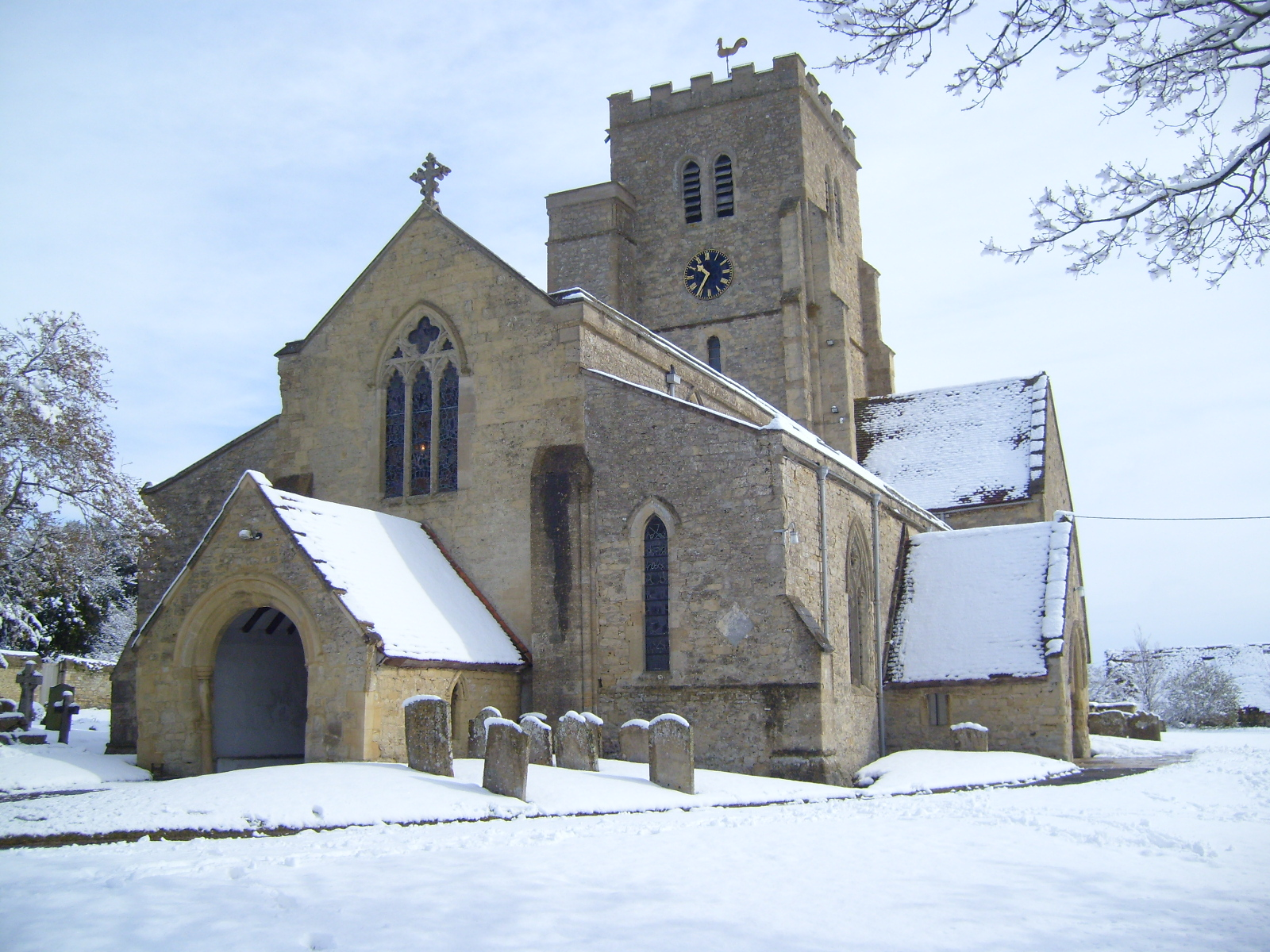
Església parroquial de Cuddesdon, lloc de l'ordenació de Lang l'any 1889.

Les aspiracions de Lang en els primers anys després de la universitat van ser dedicar-se a l'advocacia, entrar en política i participar en la futura administració conservadora. L'any 1887 va començar a estudiar per aconseguir l'ús del bar, treballant a l'oficina londinenca de William Robson, futur fiscal general per a Anglaterra i Gal·les, el «vehement radicalisme constituir un admirable estímul i correctiu per al conservadorisme [de Lang]». Durant aquests anys, en Lang es va mantenir allunyat dels afers religiosos, però va continuar participant en algunes activitats eclesials «per respecte a l'herència». Compareixia als serveis del City Temple, una església no conformista, i de vegades a la Catedral de Saint Paul. D'aquest període de la seva vida va afirmar posteriorment: «he de confessar que jugu amb aquestes temptacions externes de les que presumeix el nostre cristià Londres a la cara dels nostres joves».
L'octubre del 1888, en Lang va ser triat finalment per formar part del fellowship del All Souls College d'Oxford, el que el va obligar a dividir el seu temps entre Londres i la universitat. Alguns dels seus amics a Oxford s'estaven preparant per a l'ordenació sacerdotal, com corresponia a l'època als membres del college, vocació que va esdevenir un tema de conversa recurrent entre ells. Finalment, Lang es va plantejar la pregunta: «per què no podries ser tu ordenat?». Segons les seves pròpies paraules, va esdevenir un pensament recurrent, fins que una tarda de primavera del 1889, després d'una visita al Cuddesdon College, especialitzat en teologia, va assistir als serveis de l'església parroquial de Cuddesdon. De nou segons els seus propis records, durant el sermó es va sentir envaït per una «poderosa veu interior» que li deia: «Ets requerit. Ets anomenat. Has d'obeir». Immediatament després va abandonar el seu treball i les seves ambicions polítiques per preparar el seu ingrés en el Cuddesdon College. Amb l'ajuda d'un contacte de l'All Souls, la seva confirmació a l'Església d'Anglaterra, un pas essencial, va ser supervisada pel bisbe de Lincoln. La decisió de Lang era convertir-se a l'anglicanisme i preparar-se per l'ordenació sense defraudar al seu pare, presbiterià, que no obstant això va escriure al seu fill en els termes següents: «El que penses, tan solemne i piadosament, ho pots fer-ho. Has de saver que nosaltres ho acceptarem tot".

## Primer ministeri

### Leeds
Després d'un any d'estudis a Cuddesdon, Lang va ser ordenat diaca. Va rebutjar l'oferta d'assumir la capellania a All Souls perquè volia tenir una experiència de primera mà en una parròquia «dura». Des de la seva formació Lang es va identificar amb la tradició anglocatòlica de l'Església d'Anglaterra, en part, com ell mateix admetria, com a reacció contra la seva educació evangèlica a l'Església d'Escòcia. Es va mostrar proper a l'ala progressista anglocatòlica representada pels assajos recopilats en el volum Lux Mundi, publicats l'any 1888 per un grup de teòlegs d'Oxford, hereus del Moviment d'Oxford. Entre ells hi havia Edward Stuart Talbot, rector del Keble College qui, el mateix any, havia estat elegit vicari de l'església de Leeds i havia col·laborat en la redacció de l'assaig La preparació per a la Història en Crist («The Preparation for History in Christ») en Lux Mundi. Se li va oferir a Lang un curato a la parròquia de Talbor, que va acceptar de bon grau, incorporant-se a Leeds al tardor de 1890.
L'església parroquial de Leeds, reconstruïda i reconsagrada l'any 1841 en una elaborada cerimònia, tenia gairebé la mida d'una catedral i se situava al centre d'una gran parròquia administrada per diversos curatos. El districte de Lang va ser Kirkgate, una de les àrees més pobres, format per uns 2000 habitants, molts d'ells prostitutas. Lang i els seus companys van ocupar com a rectoria un antic pub. Després es va traslladar a l'edifici veí, una construcció en molt males condicions que va esdevenir la seva llar durant els seus anys de servei a Leeds. A més de les seves tasques pastorals, va treballar temporalment com a director de l'escola parroquial, era capellà de la infermeria de Leeds i es va fer càrrec d'un club de cavallers amb prop de cent socis. Va ser ordenat prevere finalment el 24 de maig del 1891.
En Lang va continuar visitant Oxford quan l'hi permetien les seves tasques. Durant una d'aquestes visites, el juny del 1893, se li va oferir el lloc de degà de doctrina en el Magdalen College. També va rebre ofertes del bisbe de Newcastle, que volia nomenar-vicari de la catedral de Newcastle, i de Benjamin Jowett, que desitjava la seva tornada al Balliol College com a tutor de teologia. Lang va escollir el lloc al Magdalen, la idea d'estar al càrrec de joves estudiants que després arribarien llocs de govern l'atreia i, a l'octubre del 1893, molt a desgrat seu, va abandonar Leeds.

### Magdalen College

Escut del Magdalen College.

Com a «degà de doctrina» (capellà col) en el Magdalen College, Lang tenia responsabilitats pastorals amb els estudiants i era responsable de la capella i del seu cor. La seva preocupació per la puresa del so coral va fer que demanés als visitants que «s'unissin al servei en silenci». L'any 1894 se li va demanar que treballés també com a vicari de l'església universitària de Santa Maria Verge, una de parròquies més grans d'Oxford i el lloc on va començar el seu ministeri John Henry Newman el 1828. Les activitats a l'església havien decaigut considerablement en els últims anys, però en Lang va revitalitzar la litúrgia regular, va escollir amb cura nous predicadors i va treballar activament per la recomposició de la feligresia. El desembre del 1895 li va ser ofert el lloc de vicari de Portsea, una enorme parròquia al terme de Portsmouth, a la costa sud d'Anglaterra, però ho va rebutjar en no estar disposat a deixar Oxford. No obstant això, va repensar la seva decisió mesos després, reconeixent que la pressió de les seves múltiples ocupacions estava començant a pesar-li i va firmar que «pensar en aquesta gran parròquia (de Portsea) i la possibilitat de treballar pidolant preocupava la seva consciència». Finalment va acceptar la proposta de Portsea i va abandonar Oxford.

### Portsea
La parròquia de Portsea, que cobria la part de la ciutat de Portsmouth més propera al port, tenia gairebé 40.000 habitants, amb llars que anaven des de cuidades zones residencials amb jardins fins a suburbis. L'església, recentment reconstruïda, podia albergar més de 2.000 persones. Lang va prendre possessió del seu càrrec el juny de 1896, liderant un equip de més de 12 clergues distribuïts en els cinc districtes de la parròquia. Hi va tornar a treballar de forma similar a la realitzada en Leeds: va fundar una conferència masculina per les tardes dels diumenges, amb tres-cents socis i va supervisar la construcció d'una gran sala de conferències com a centre de les activitats de la parròquia. També va establir consells parroquials, abans que se'ls atorgués un estatus legal l'any 1919. A més de les seves tasques parroquials, va ser capellà de la presó local i del Segon Cos de Voluntaris de Hampshire de l'Artilleria Reial.
La relació de Lang amb els seus companys sacerdots va ser generalment formal. Tots semblaven conèixer la seva ambició i consideraven que passava massa temps en activitats fora de la parròquia, per exemple en l'All Souls College, però es mostraven impressionats per la seva eficiència i la seva oratòria. L'historiador de l'Església Adrian Hastings descriu Portsea sota la direcció de Lang com un exemple de «professionalisme pastoral extremadament disciplinat». És possible que en Lang s'adonés ràpidament que estava destinat a grans càrrecs: per exemple, se sap que practicava la signatura «Cosmo Cantua» durant una relaxada discussió amb els seus companys («Cantua» és part de la signatura formal de l'arquebisbe de Canterbury).
El gener de 1898 va ser convidat per la reina Victòria I del Regne Unit a predicar al Castell d'Osborne, residència real a l'Illa de Wight. En una conversa amb la sobirana, aquesta va suggerir a Lang que hauria de casar-se. El clergue va contestar que no s'ho podria permetre, ja que mantenir els sacerdots de la parròquia ja costava massa i va afegir «si un curato es demostra insatisfactori, puc lliurar-me d'ell. Una dona és un element fix del mobiliari». Va ser convidat per la família reial Britànica en moltes altres ocasions i l'any següent va ser nomenat capellà honorari de la Reina. Les freqüents visites a Osborne van ser el començament d'una relació propera amb la Corona que va durar fins a la fi de la seva vida. Com un dels capellans, va participar en els oficis fúnebres després de la mort de la reina el gener del 1901.

## Bisbe i canonge

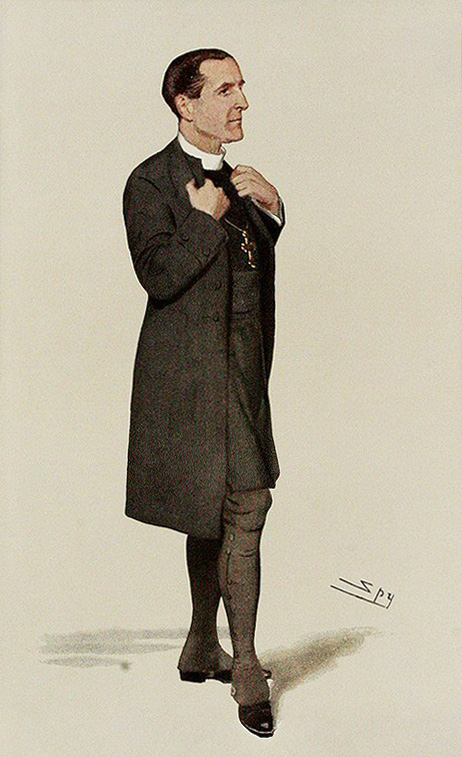
Caricatura de Lang com a bisbe de Stepney, 1906.

El març de 1901 Lang va ser nomenat bisbe sufragani de Stepney i canonge de la Catedral de Saint Paul de Londres. Tots dos nomenaments reflecteixen la seva creixent reputació i el reconeixement al seu reeixit ministeri en parròquies de classe obrera. Va ser consagrat com a bisbe per l'arquebisbe de Canterbury Frederick Temple a San Pablo l'1 de maig. Des d'aquest moment el seu temps es va dividir entre el seu treball en Stepney i les seves obligacions a la catedral.

### Stepney
La regió de Stepney dins de la diòcesi de Londres s'estenia sobre una àrea generalment coneguda com a «East End», amb 200 parròquies i prop de dos milions de persones. (La major part d'ells eren de condició humil, albergats en cases superpoblades en condicions sanitàries deficients. Lang coneixia la zona gràcies a les seves activitats en Toynbee Hall i es va mostrar molt preocupat per la misèria que observava en moure's pel districte, usualment en autobús i en tramvia.
El pensament polític de Lang li va permetre associar-se amb facilitat a líders socialistes com Will Crooks i George Lansbury, els successius alcaldes de Poplar, ajudant fins i tot que l'últim es reincorporés a la comunió anglicana. L'any 1905, Lang i Lansbury es van unir al cos d'Aturats del Centre de Londres (Central London Unemployed Body ), establert pel govern per abordar els problemes de l'atur a la regió. El mateix any Lang va triar com el seu assistent personal a un jove graduat a la Universitat de Cambridge, Dick Sheppard, fill d'un clergue anglicà, que va esdevenir un amic íntim i confident. Sheppard va ser posteriorment ordenat, convertint-se en el fundador de la Peace Pledge Union. Semblava que Lang considerava el socialisme una força creixent en la societat britànica i, en un congrés de l'Església en Great Yarmouth (1907) va especular sobre com la jerarquia eclesiàstica podia respondre a aquest fet. Les seves afirmacions van arribar al The New York Times, que defensava que el socialisme modern s'identificava sovint amb els disturbis i que «el plor de la demagògia estava en a l'aire», de manera que l'Església no havia d'escoltar-lo.
La major part del treball en el districte estava subvencionat per la East London Church Fund, creada el 1880 per sufragar el treball de clergues i laics en els districtes més pobres. Lang predicava en diverses parròquies riques del sud d'Anglaterra i urgia als seus oients a contribuir al fons. També va trobar temps per recuperar el seu ministeri en l'exèrcit, i el 1907 va ser nomenat capellà honorari del City of London yeomanry (Rough Riders). Va presidir la Societat d'homes de l'Església d'Anglaterra, (Church of England Men's Society, CEMS), que havia estat fundada el 1899 mitjançant la fusió de nombroses organitzacions similars. Inicialment la va considerar «un nen molt malalt», però sota el seu lideratge va créixer ràpidament, arribant a tenir 20.000 socis en 600 seccions. Lang, posteriorment, es va mostrar crític amb l'oportunitat perduda per l'Església d'aprofitar aquest moviment de forma més eficaç.

### Catedral de Sant Pau

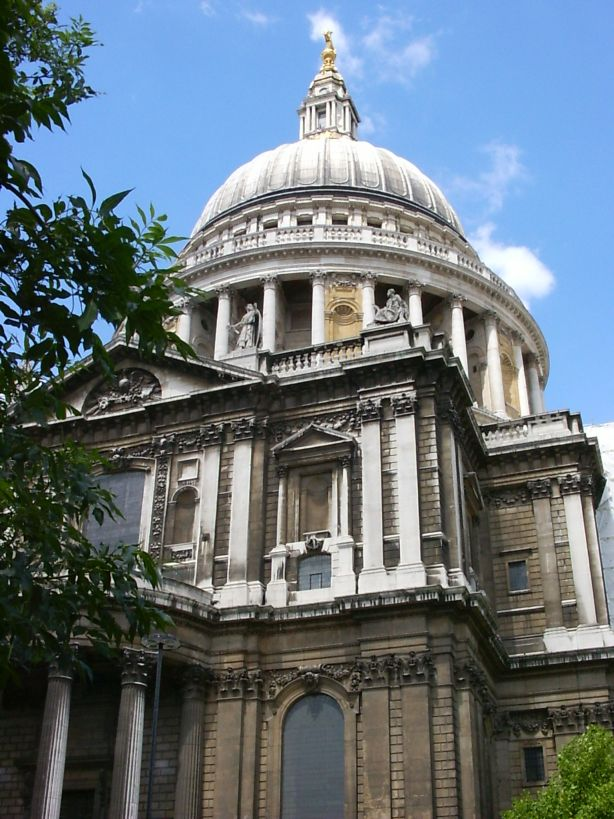
Vista de la Catedral de Saint Paul

El nomenament com a canonge de la Catedral de Saint Paul de Londres obligava a passar tres mesos a l'any com «canonge resident», amb deures administratius i de predicació. Un dels seus sermons de les tardes dels diumenges va captar l'atenció de William Temple, el futur successor de Lang tant a York com a Canterbury, en aquell temps un estudiant a Oxford. Temple observar que, al contrari que els sermons habituals del bisbe de Londres, escoltar a Lang era un plaer intel·lectual més que emocional: «puc recordar totes les seves afirmacions, només perquè la seva connexió és inevitable ... I, per a mi, no hi ha dubte que això és, de molt, més edificant». Lang era membre del cos dirigent de la catedral, format pel capítol de canonges i el degà, i era el responsable de l'organització d'ocasions especials, com el servei d'acció de gràcies per la recuperació del rei Eduard VII el juliol de 1902.

## Arquebisbe de York

### Nomenament
A la tardor del 1908, Lang va ser informat del seu nomenament com a bisbe de Mont-real. Diverses cartes del Governador General del Canadà i de l'Alt comissionat canadenc per al Regne Unit el van instar a acceptar, però l'arquebisbe de Canterbury li va demanar que rebutgés el càrrec. Unes setmanes després, mitjançant una carta del primer ministre Herbert Henry Asquith, va conèixer que havia estat nominat per al càrrec d'arquebisbe de York. Lang comptava amb només 44 anys i no tenia experiència com a bisbe diocesà. El setmanari Church Times va afirmar en un dels seus números que Asquith deliberadament va recomanar al bisbe més jove disponible, després de la forta pressió política que havia comportat el nomenament de la persona gran bisbe de Hereford, John Percival. Una promoció així per a un bisbe sufragani, tan poc temps després de la seva ordenació, no tenia precedents en l'Església d'Anglaterra. L'amic d'en Lang i futur bisbe de Durham, Hensley Henson, va escriure: «Estic, per descomptat, sorprès que vagis tan directe a un arquebisbat ... Però ets massa meteòric per buscar un precedent». El nomenament va ser ben rebut en general, encara que la Protestant Truth Society va intentar, en va, impedir el seu nomenament. Ferms opositors de les pràctiques anglocatòliques, mantenien que com a bisbe de Stepney, Lang havia «consentit i encoratjat a trencar flagrantment la llei relativa al ritual de l'Església».

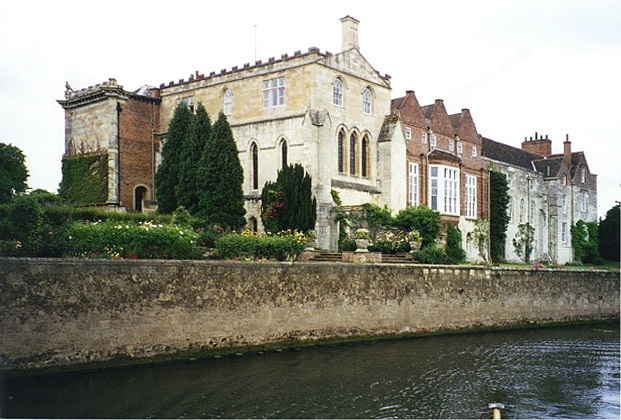
Bishopthorpe Palace, residència oficial de l'arquebisbe de York.

### Primers anys
Lang va ser entronitzat a la catedral de York el 25 de gener de 1909. Després de només divuit anys ordenat, ja havia ascendit fins a la segona posició de l'Església anglicana. A més de les seves responsabilitats diocesanes, era el cap de tota la província del Nord i membre de la Casa dels Lords. Ja que una diòcesi molt extensa, va proposar reduir-formant la nova diòcesi de Seffield, que després de bastants anys de treball va ser inaugurada a la festa de la Pentecosta de 1914. En els anys següents al seu nomenament, Lang va tractar un ampli rang de qüestions socials i econòmiques, generalment donant suport a la millora de les condicions dels treballadors. Un cop a la Casa dels Lords des de febrer, va pronunciar el seu primer discurs el novembre del 1909, dins del debat sobre el controvertit People's Budget («Pressupost del Poble»), assessorant als Lords en contra de la seva intenció de rebutjar la mesura. Va llançar el seu primer vot en contra del rebuig dels Lords, perquè estava «profundament convençut de la imprudència del curs que els Lords es proposen prendre». Encara que el seu discurs va ser rebut amb respecte, la proposta de Lang va ser amablement represa pel parell conservador Lord Curzon.
Malgrat aquest plantejament aparentment progressista, el pensament polític de Lang seguia sent conservador. Va votar en contra del Projecte de Llei d'autonomia irlandesa de 1914 i es va oposar a la liberalització de les lleis del divorci. Després de tenir un paper destacat en la coronació del rei Jordi V l'any 1911, Lang es va col·locar cada vegada més a prop de la família reial, una associació que va provocar comentaris com que es mostrava «més cortesà que clergue». El seu amor per la cerimònia, i la seva preocupació per com un arquebisbe havia de viure i que sembla, va començar a enfosquir altres aspectes del seu ministeri. Per a molts, en lloc d'assumir el paper de «prelat del poble», en paraules del biògraf Alan Wilkinson, va començar a actuar com un «príncep de l'Església».

### Primera Guerra Mundial
Quan es va declarar la Primera Guerra Mundial l'agost de 1914, Lang va proclamar que la causa era justa. Va animar al clergat jove a incorporar-se al servei com capellans militars, però sense ser combatents. També va treballar activament en diverses campanyes de reclutament en tota la seva província. Malgrat tota aquesta activitat, va causar una gran polèmica quan, en una reunió a York al novembre, va condemnar l'excessiva propaganda antigermanismo, recordant la «memòria sagrada» del kàiser Guillem II agenollant amb el rei Eduard VII davant el fèretre de la reina Victòria. Aquestes apreciacions, percebudes com a pro-alemanyes, van provocar el que Lang va qualificar d'«una perfecta pedregada de denúncies». La tensió d'aquest període, a més de l'aparició d'una incipient alopècia, alterar dràsticament la relativament jove aparença de Lang, fent-li semblar un home ancià. Els seus amics es van mostrar molt sorpresos. El rei, després de la trobada amb Lang al tren real, aparentment va esclatar en riallades en veure-li.
L'hostilitat pública contra Lang es va mantenir durant força temps, reemergeix de tant en tant al llarg de la guerra. De tota manera, Lang va continuar contribuint a l'esforç de la guerra, visitant als combatents de la Gran Flota i del Front Occidental. utilitzant totes les seves habilitats organitzatives per a la «Missió Nacional de Penediment i Esperança de l'Arquebisbe de Canterbury», una iniciativa dissenyada per renovar la fe cristiana a tot Anglaterra, però que no va causar un impacte significatiu.
Com a resultat de la batalla de Jerusalem el desembre de 1917, la Força expedicionària egípcia de l'Imperi Britànic capturà la ciutat, que va estar en mans cristianes per primera vegada des de les Croades. Com a prelat de l'Orde de Sant Joan de Jerusalem, Lang va dirigir un servei litúrgic de celebració de la victòria l'11 de gener de 1918 a l'església del gran priorat de l'Orde en Clerkenwell. Hi va explicar que feia 917 anys des que l'Orde va fundar un hospital en Jerusalem i 730 anys des que van ser expulsats per Saladí: «Londres és la ciutat del comerç imperial, però Jerusalem és la ciutat de l'esperit i és particularment apropiat que els exèrcits britànics l'hagin alliberat de les mans dels infidels».
Al començament del 1918, després de la invitació de l'Església Episcopal dels Estats Units, va fer una visita de bona fe als Estats Units, lloant la bona voluntat i extensió de la participació nord-americana a la guerra. El Westminster Gazette va qualificar l'esdeveniment com «una de les més memorables i emotives visites mai fetes per un anglès (sic) als Estats Units».

### Postguerra
Després de la guerra, la principal causa de Lang va ser la unitat de l'Església. L'any 1920, com a president del Comitè de Reunió a la sisena Conferència de Lambeth, va promoure una «petició a tot el poble cristià», descrit per Hastings com «un d'aquests rars documents històrics que no són oblidats amb els anys». Va ser adoptat unànimement com a la novena resolució de la conferència, acabant amb «Nosaltres (...) demanem que tothom hauria d'unir-se en una nova i gran empresa per recuperar i manifestar al món la unitat del Cos de Crist per la qual preguem». Tot i la càlida acollida de la proposta entre les Esglésies Lliures d'Anglaterra, es va aconseguir ben poc en termes d'unió pràctica entre les Esglésies episcopals i no episcopals, i la iniciativa va caure en l'oblit. Històricament, però, la petició és considerada com el punt d'inici per als més satisfactoris esforços ecumènics de les següents generacions.
En Lang es va mostrar favorable a les Converses de Malines del 1921 al 1926, encara que no va estar directament implicat en elles. Es tractava de reunions informals entre líders anglo-catòlics britànics, procedents de l'anomenada High Church, i reformistes catòlics europeus, en què es tractaven les possibilitats de comunió entre l'Església Catòlica de Roma i l'Església Anglicana. Encara que els debats tenien la benedicció de Randall Davidson, l'arquebisbe de Canterbury, molts dels anglicans evangèlics es van sentir alarmats per ells. En última instància, les converses van fracassar per la ferma oposició dels ultramuntans. Un efecte d'aquestes converses va poder haver estat el despertar de l'oposició a la revisió del llibre de pregària anglicà. L'objectiu d'aquesta revisió, que comptava amb el suport de Lang, era fer concessions als rituals i pràctiques anglo-catòliques en el servei anglicà. El nou llibre de pregària va ser aprovat de manera aclaparadora per l'òrgan legislatiu principal de l'Església, el Sínode General i per la cambra dels Lords. No obstant això, en part a través de la influència evangèlica del Ministre de l'interior, Sir William Joynson-Hicks, la revisió va ser rebutjada dues vegades en la Cambra de dels Comuns, el desembre del 1927 per 238 vots contra 205 i el juny del 1928 per 266-220. Lang es va sentir profundament decebut per aquest rebuig, del qual va escriure que «les ràfegues de conviccions, sospites, temors (i) prejudicis protestants van escombrar-se a través de la cambra i finalment es van imposar».

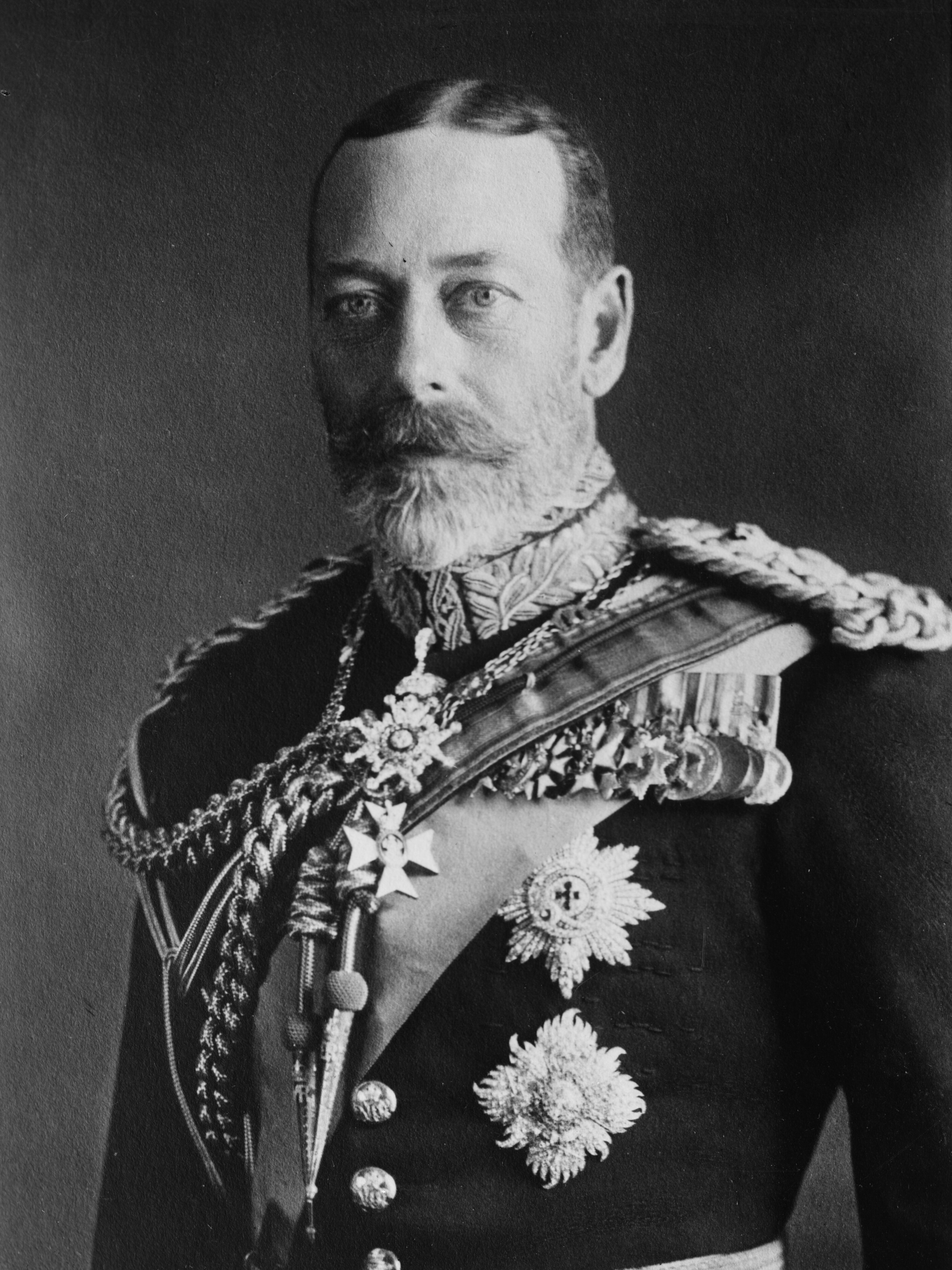
El rei Jordi V portant la Reial Cadena Victoriana.

El 26 d'abril del 1923 el rei Jordi V va concedir a Lang la Reial Cadena Victoriana, un honor i un regal personal del sobirà Després de les noces del Duc de York el 1923, Lang es va guanyar l'amistat de la Duquessa, relació que es conservaria la resta de la vida de Lang. El 1926 va batejar a la princesa Isabel, la futura reina Isabel II, a la capella privada del Palau de Buckingham. El gener de 1927 Lang va presidir l'elaborada cerimònia que va marcar el 1300 aniversari de la fundació de la Catedral de York.

## Arquebisbe de Canterbury

### En el càrrec
L'arquebisbe Davidson va renunciar al càrrec el juliol del 1928, sent el primer arquebisbe de Canterbury que va optar pel retir voluntari. El 26 de juliol, Lang va rebre la notificació del primer ministre Stanley Baldwin que seria el successor, mentre que William Temple succeiria a Lang a York. En Lang va ser entronitzat com a nou arquebisbe de Canterbury el 4 de desembre del 1928, sent el primer arquebisbe solter en 150 anys. Un article de la revista de Time contemporani va descriure a Lang com «franc i voluble» i amb el «aspecte de George Washington». Els tres primers anys de Lang a Canterbury van estar marcats per malalties intermitents, que van requerir períodes de convalescència fora de les seves funcions. Després de 1932, però, va gaudir d'una «gairebé ininterrompuda salut» durant la resta de la seva vida.
Lang va evitar continuar amb la controvèrsia del llibre d'oració de 1928 en permetre que el procés parlamentari prescrivís. Autoritzar, a continuació, una declaració que permetia la utilització dels ritus rebutjats localment si el Consell parroquial de l'Església donava la seva aprovació. La qüestió, però, va seguir latent durant la resta del mandat de Lang a Canterbury. Va dirigir la Conferència de Lambeth del 1930, on es va avançar en la millora de les relacions amb les Esglésies ortodoxes i els veterocatòlics, encara que de nou no s'arribés a cap acord amb les esglésies no episcopals lliures. Sobre un tema de major preocupació per als ciutadans, la Conferència va donar la seva aprovació limitada, per primera vegada, a la utilització de dispositius anticonceptius, una qüestió en la qual Lang no va mostrar cap interès. A la dècada de 1930, Lang va seguir treballant per la unitat de l'Església. El 1933, l'Assemblea de l'Església d'Anglaterra va formar un Consell sobre relacions internacionals i, en els anys següents, van tenir lloc nombroses visites d'intercanvi amb les delegacions de les Esglésies Ortodoxes, un procés que només va ser interromput per l'esclat de la guerra. El 1939 en Lang va visitar el Patriarca Ecumènic de Constantinoble, esdeveniment considerat com el punt més alt de la seva activitat ecumènica. George Bell, bisbe de Chichester, va afirmar que ningú a la Comunió Anglicana havia fet més que Lang per promoure el moviment d'unitat dels cristians.
El 1935, el germà de Lang, Marshall B., ministre de l'Església d'Escòcia, va esdevenir el moderador de la seva Assemblea General. Així, per primera vegada dos germans van ser elegits per dirigir l'Església d'Anglaterra i l'Església d'Escòcia.
La Conferència d'Oxford del 1937, sobre l'Església i la societat, que més tard va donar a llum al Consell Mundial d'esglésies, va produir el que va ser, d'acord amb l'historiador de l'Església Adrian Hastings, «l'acostament més seriós als problemes de la societat que l'Església havia aconseguit mai», però no va comptar amb la participació activa de Lang. En aquest moment havia desaparegut en gran manera la identificació de Lang amb els pobres, com el seu interès en les reformes socials. A l'Assemblea de l'Església, el seu aliat més proper va ser l'aristòcrata Lord Hugh Cecil; Hastings manté que l'Església d'Anglaterra en la dècada de 1930 va ser controlada «menys per Lang i Temple en tàndem que per Lang i Hugh Cecil». No obstant això, Lang va mantenir una bona relació amb Johnson de Hewlett, el sacerdot comunista que va ser nomenat Degà de Canterbury el 1931.

### Política interna i internacional

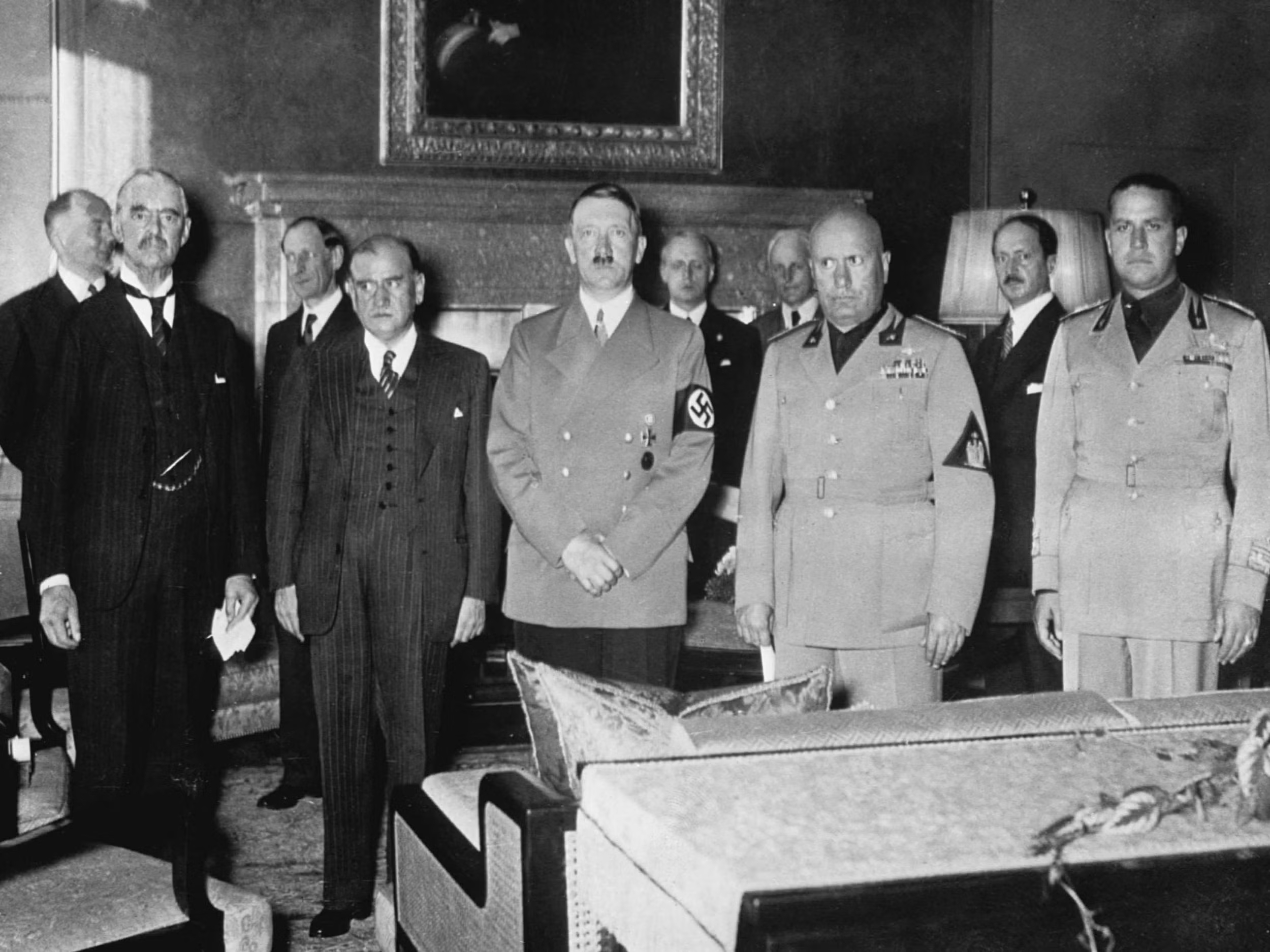
Els signants del Tractat de Múnic, el setembre del 1938. Lang va lloar l'acord i va convocar un dia d'acció de gràcies a Déu després de la seva ratificació.

En Lang va parlar sovint a la cambra dels Lords sobre el tractament dels cristians russos a la Unió Soviètica. També va denunciar les polítiques antisemites del govern alemany, i va prendre mesures privades per ajudar els jueus europeus. El 1933, per les seves declaracions sobre la «noble tasca» d'ajudar a l'Índia en el seu camí cap a la independència, va ser nomenat membre de la Comissió mixta sobre la Constitució de l'Índia. condemnar la invasió italiana d'Abissínia de 1935, demanant l'enviament de subministraments mèdics a les tropes d'Abissínia. No obstant això, com l'amenaça de guerra va augmentar al llarg de la dècada, Lang va ser un ferm partidari de la política del Govern britànic d'apaivagament enfront dels dictadors europeus, declarant el diumenge després dels Acords de Múnic, de setembre de 1938, un Dia d'acció de gràcies pel «sobtat aixecament d'aquest núvol». Aquest mateix any, contràriament a la seva posició anterior, va recolzar l'acord anglo-italià que reconeixia la conquesta d'Abissínia, perquè creia que «una intensificació de l'apaivagament» era necessària per evitar la guerra. En Lang també va donar suport a la política governamental de no interferència en la Guerra Civil Espanyola, afirmant que no hi havia la suficient claredat per a prendre'n part. Va fer, però, condemnar el bombardeig de Guernica per part de la Luftwaffe alemanya, destacant: «Qui pot pensar sense horror el que significaria una altra guerra generalitzada, duta a terme com es faria amb les noves armes de destrucció en massa?»
En política interior, Lang va recolzar diverses campanyes per l'abolició de la pena de mort. Defensar el dret de l'església anglicana a rebutjar un nou matrimoni de persones divorciades dins dels seus edificis, però ell no es va oposar directament al projecte de llei de les causes matrimonials proposat per A. P. Herbert el 1937, que liberalitzava les lleis del divorci, ja que creia que «ja no era possible imposar l'estàndard cristià complet per llei en una població en gran part no cristiana». La seva oposició a la reforma del sistema dels antics delmes, mitjançant el qual molts agricultors pagaven un percentatge dels seus ingressos a l'Església li va comportar severes crítiques. En les anomenades «guerres del delme» següents, els manifestants a Ashford ceremonialment, van cremar la seva efígie.
Prop del final del seu mandat, Lang va conduir a una delegació de diversos grups d'esglésies al Ministeri d'educació, per presentar un pla de cinc punts sobre l'ensenyament de la religió a les escoles públiques. Aquests punts van ser finalment consignats en la Llei d'educació de 1944.

### Crisi de l'abdicació
Lang va ser l'encarregat de redactar el missatge de difusió de les noces de plata del rei Jordi V l'any 1935, així com dels dos últims missatges de Nadal del monarca. No obstant això, no es va mantenir aquesta proximitat al tron quan el rei va morir el gener de 1936 i va ser succeït pel seu fill, Eduard VIII. El nou rei es va mostrar cautelós amb Lang, a qui una vegada havia admirat. Li considerava «més aviat ... acostumat a la companyia de prínceps i estadistes, més interessat en la recerca de prestigi i poder que per les abstraccions de l'ànima humana».

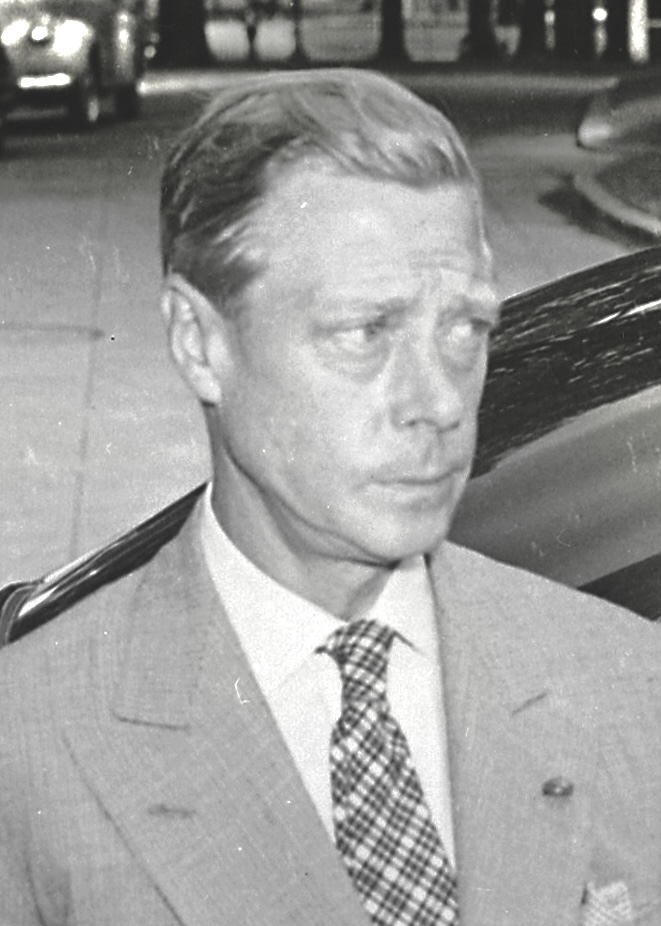
El Duc de Windsor, anterior rei Eduard VIII, el 1945, després de la seva abdicació.

En Lang creia que, com el Príncep de Gal·les, Eduard no sempre havia estat prudent en la seva elecció d'amics i coneguts, el comportament condemnaria més tard el mateix arquebisbe com «estrany a tots els millors instints i les tradicions del seu poble». L'arquebisbe va conèixer aviat la relació del rei amb la nord-americana Wallis Simpson, llavors casada amb el seu segon marit, Ernest Simpson. Durant l'estiu del 1936, es va fer evident que el rei pretenia casar-se amb la senyora Simpson abans o poc després de la seva imminent coronació, depenent de la data del divorci de Simpson. En Lang va dubtar sobre si podria, amb bona consciència, administrar el jurament de coronació al rei en aquestes circumstàncies, tenint en compte l'ensenyament de l'església sobre el matrimoni. Va confiar al seu diari i les seves esperances que les circumstàncies poguessin canviar, o si seria capaç de persuadir al rei perquè reconsiderés les seves accions, però el rei es va negar a reunir-se amb ell. En Lang, però, va mantenir un estret contacte amb la mare del rei, la Reina Maria, el primer ministre i secretari privat del rei. El rei, descrivint la poderosa influència d'en Lang, més tard recordaria com de principi a fi sentia la seva «fosca presència, que planava» des d'un segon pla.
La crisi va esdevenir assumpte públic el 2 de desembre del 1936, quan el bisbe de Bradford va fer un comentari indirecte sobre la «necessitat del rei de la gràcia divina». En aquells dies el rei havia decidit rotundament abdicar en comptes de renunciar a Wallis Simpson. Tots els intents de dissuadir-van fallar, i l'11 de desembre va abandonar el seu tron en favor del seu germà, que va esdevenir Jordi VI. Dos dies més tard, Lang va fer públic un discurs que va ser àmpliament condemnat per la seva falta de caritat cap al rei després abdicar. Lang va afirmar «de Déu va rebre una responsabilitat alta i sagrada. No obstant això, per la seva pròpia voluntat (...) ha abandonat aquesta responsabilitat». El motiu del rei havia estat «una ànsia de felicitat particular» que havia buscat «d'una manera incompatible amb els principis cristians del matrimoni». L'escriptor Compton Mackenzie, va considerar que el discurs «assestava un cop desastrós al sentiment religiós de tot el país» i va provocar que un altre escriptor, Gerald Bullett, publiqués la següent rima satírica:
| «                       | My Lord Archbishop, what a scold you are! And when your man is down, how bold you are! Of charity how oddly scant you are! How Lang O Lord, how full of Cantua! | » |
| — Gerald Bullett, 1936. | |   |

En Lang no va dissimular el seu alleujament quan va acabar la crisi. Va escriure a Jordi VI: «estic ara segur que les solemnes paraules de la coronació tindran una resposta sincera». El 12 de maig de 1937, en Lang va coronar a Jordi VI amb tota la pompa habitual a l'Abadia de Westminster. Va ser la primera coronació retransmesa a tot el món. La revista Time va assenyalar: «a través d'una cerimònia de tres hores, la persona més important allà no era el rei, els seus nobles o els seus Ministres, sinó un ancià cavaller amb nas de falcó i una capa pluvial daurada que estava en una tarima mentre s'acostava el rei Jordi: l'honorable i més reverend Cosmo Gordon Lang, D. D. Lord arquebisbe de Canterbury, primat de tota Anglaterra». En Lang es va mostrar totalment satisfet: «només puc estar agraït a la totpoderosa providència de Déu i confiar que la coronació no sigui un mer somni del passat, sinó que els seus records i lliçons no s'oblidin».

### Segona Guerra Mundial
Quan la Segona Guerra Mundial va començar el setembre de 1939, en Lang va considerar el seu principal deure la preservació dels valors espirituals del Regne Unit durant un conflicte, que d'altra banda, considerava «honorable». Es va oposar a estratègies com el bombardeig indiscriminat i, el 21 de desembre de 1940, en una carta a The Times signat conjuntament amb William Temple i el cardenal Hinsley, Lang va expressar el seu suport a la iniciativa de pau dels Cinc Punts del Papa. Lang va ser favorable a la campanya de la «espasa de l'esperit», fundada pel cardenal Hinsley el 1940 per lluitar contra les tendències antidemocràtiques entre els catòlics. El maig de 1941 al Palau de Lambeth, residència oficial de Lang a Londres, va resultar danyat en un bombardeig alemany i va ser declarat inhabitable.
Després de l'atac d'Alemanya a Rússia el juny de 1941, en Lang va afirmar que els russos s'havien de considerar ara com aliats, sense oblidar o condonar els excessos del passat. Les seves relacions amb Winston Churchill, primer ministre des del maig de 1940, eren difícils perquè «[Churchill] no sap res sobre l'Església, la seva vida, les seves necessitats o el seu personal». Per tant, hi va haver «incertesa sobre quins motius o quant coneixement poden determinar les seves decisions (sobre assumptes de l'Església)».

## Jubilació i mort
Durant tot l'estiu de 1941 Lang va considerar retirar-se. La seva principal preocupació era que una Conferència de Lambeth, «potser la més fatídica Conferència de Lambeth celebrada mai», hauria de convocar immediatament després de la guerra. Lang va considerar que seria massa vell per liderar i que havia de deixar pas a un home més jove, preferentment William Temple. El 27 de novembre, va informar el primer ministre, Winston Churchill, de la seva decisió de retirar el 31 de març de 1942. El seu últim acte oficial al càrrec, el 28 de març, va ser la confirmació de la princesa Isabel.
En el seu retir, Lang va ser elevat a la noblesa com a Baró Lang de Lambeth. Per tant, va poder romandre a la cambra dels Lords, on va assistir regularment, contribuint en diversos debats. Preocupat pels seus ingressos, va rebre una pensió de 1.500 lliures l'any (aproximadament 52.000 lliures de 2010), una gran casa a Kew i alguns regals en efectiu ofert per persones generoses. El 1943 va parlar en la cambra dels Lords en suport de l'Informe Beveridge sobre la seguretat social, i el 9 de febrer del 1944, va reiterar la seva oposició als bombardejos massius. A l'octubre de 1944, Lang va rebre molt angoixat la sobtada mort de William Temple, el seu successor de Canterbury, escrivint: «prefereixo ni pensar en la pèrdua per a l'Església i la nació ... Però Déu sap i Déu regna».
El 5 de desembre del 1945, en Lang va ser cridat a intervenir en un debat dels Lords sobre les condicions de vida a Europa central. En el seu camí a l'estació Kew Gardens per prendre el tren de Londres, es va ensorrar i va ser portat a l'hospital, però va ingressar mort. L'estudi post mortem va atribuir la mort a una insuficiència cardíaca. Rendint homenatge a Lang l'endemà, Christopher Addison va dir que Lang va ser «no només un gran clergue, sinó també un gran home ... hem perdut en ell un pare en Déu ». El seu cos va ser incinerat i les cendres dipositades a la capella de Sant Esteve màrtir a la Catedral de Canterbury. El valor de les propietats testamentàries de Lang van ser calculades en 29.541 lliures (aproximadament 945.000 lliures el 2010).

## Llegat
En Lang va ser arquebisbe durant més temps que ningú en els últims segles, Hastings afirma que «de cap altra persona és tan difícil d'abordar el seu veritable significat». D'acord amb el biògraf Lockhart, va ser un personatge complex en el qual «[convivien] una dringadissa de personalitats en conflicte ... que mai es van posar d'acord entre elles». Lockhart escriu que, tot i que molts anys de Lang en alts càrrecs eclesials van ajudar el progrés en la causa de l'ecumenisme, la marca que va deixar a l'església era relativament petita, quan podria haver estat més gran i profunda. Hastings afirma que, mentre que els seus dots d'oratòria i administració estaven fora de tot dubte, però, com a arquebisbe de Canterbury, Lang no va mostrar un lideratge o orientació efectius, allunyant-se de la reforma i el seu contingut per ser el «sentinella final del ancient régime». Wilkinson, per la seva banda, afirma que Lang tractava conscienciosament els problemes tal com sorgien, però sense cap estratègia global.

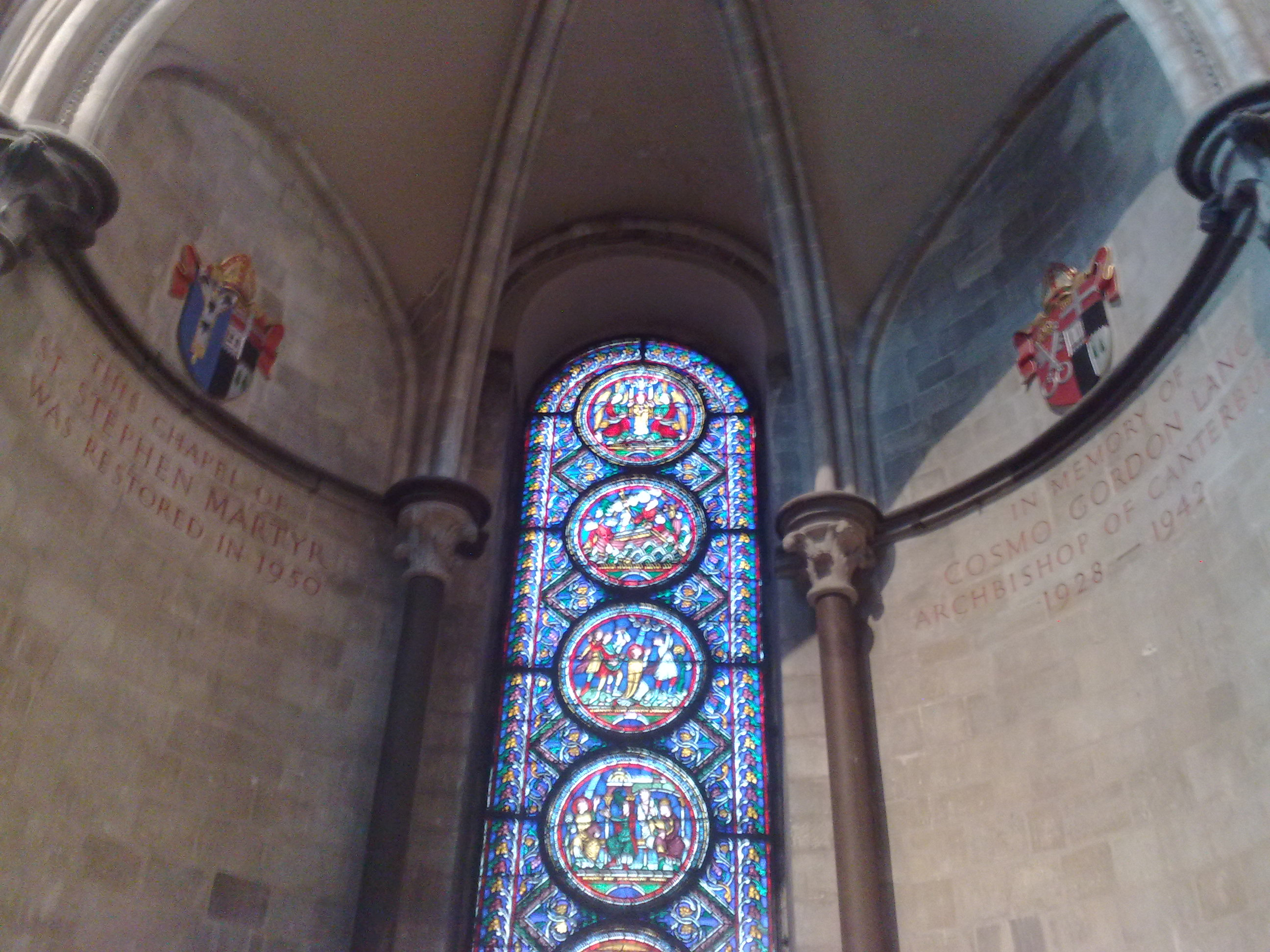
Capella de Sant Esteve a la Catedral de Canterbury, restaurada en memòria de Lang el 1950

### Celibat
En una etapa primerenca del seu sacerdoci, Lang va decidir portar una vida cèlibe. No tenia objeccions respecte a la institució del matrimoni, però va sentir que el seu treball es veuria obstaculitzat per la vida familiar. Anys després de la mort de Lang, es va posar en dubte la seva orientació sexual, el periodista Michael Gove i l'historiador David Starkey van suggerir que Lang era un homosexual reprimit. Va mantenir una estreta amistat amb col·legues com Dick Sheppard i amb Wilfrid Parker, el seu únic capellà domèstic, a qui va escriure admetent la seva solitud personal i la seva necessitat d'«algú en la proximitat diària per estimar». No obstant això, gaudia clarament de la companyia de dones i va confessar el 1928, després d'una visita a la fàbrica de xocolata de Rowntree, que la vista de les joves hi havia «despertat tots els instints de la meva joventut ... molt poc subjugats pel pas dels anys».

### Relació amb el poder
Malgrat els anys dedicats per Lang a la feina amb els més pobres de la societat, després de convertir-se en arquebisbe de York, es va separar cada vegada més de la vida del poble. L'historiador Tom Buchanan va escriure que la seva simpatia amb la gent comuna va ser reemplaçada per «una afectació de classe alta i un plaer de viure en l'alta societat en què el seu càrrec li permetia moure». Cap arquebisbe ha estat tan proper com Lang a la família reial, en un reportatge de la BBC sobre la monarquia britànica, s'afirma que Lang «mantenia una imatge del cristianisme en la qual la monarquia, i no la creu, es posava en el centre de l'escena com a símbol de la fe de la nació ». Successives generacions de la família real el considerava el seu amic i li van honrar. El rei Jordi V el va nomenar per al càrrec cerimonial de Lord Alt Almoiner, i després de la seva coronació, Jordi VI el va nomenar Cavaller Gran Creu de la Reial Orde Victorià, un honor poc habitual que, com la Reial Cadena Victoriana, eren regals privats del sobirà. Un amic, en comentar la transformació de perspectiva de Lang, va dir d'ell: «podria haver estat el cardenal Wolsey o Sant Francesc d'Assís, i va triar ser Wolsey».
Lang també havia rebut nombrosos doctorats honoraris d'universitats britàniques. El seu retrat va ser pintat moltes vegades; Després de posar per Sir William Orpen el 1924, Lang pel que sembla va comentar a Henson de Hensley, bisbe de Durham que el retrat li mostrava una mica «orgullós, prelat i pompós». La resposta de Henson va ser «De quin d'aquests epítets La seva Gràcia és excepció?».

### Lideratge de l'Església anglicana
En la perspectiva de Hastings, Lang va ser probablement més comprensiu amb el catolicisme i Roma que qualsevol altre arquebisbe de l'Església d'Anglaterra dels temps moderns, responsable d'una discreta «catolizació» de les pràctiques de l'Església anglicana. Una petita indicació d'aquesta tendència va ser la seva decisió d'utilitzar la sotana com a vestimenta quotidiana i portar una mitra en ocasions formals, sent el primer arquebisbe des de la Reforma que ho feia. No obstant això, l'anglo-catolicisme de Lang no va ser dogmàtic. Creia que, respecte a les veritats supremes de l'Església, els rituals i vestits eren de poca importància, però que si la pietat popular s'ajudava amb la presència d'aquests costums se'ls havia de permetre.
George Bell, bisbe de Chichester, que anteriorment havia elogiat el treball de Lang respecte a la unitat de les Esglésies, va dir que el fracàs de l'arquebisbe en assumir el seu lideratge després del rebuig del Llibre d'Oració Comú de 1928 significava que l'Església d'Anglaterra havia estat incapaç de revisar les seves formes de culte o prendre qualsevol control efectiu sobre els seus propis assumptes. Altres, però, han argumentat que l'enfocament de  laissez-faire de Lang respecte a la controvèrsia va ajudar a calmar una situació potencialment explosiva i va contribuir a una eventual solució. Lang va ser pessimista amb si mateix sobre el seu llegat; creia ja que no havia liderat el seu país cap a una edat de la fe, o marcat la seva primacia amb un gran acte històric, no havia estat a l'altura de la seva pròpia qualitat. Altres el van jutjar amb més indulgència, lloant la seva indústria, la seva capacitat administrativa i la seva devoció al deure.

### El discurs del rei
El paper de Cosmo Lang, sobretot durant la crisi per l'abdicació d'Eduard VIII i el començament del regnat de Jordi VI, és una de les trames menors en la pel·lícula de 2010 El discurs del rei, un drama històric escrit per David Seidler i dirigit per Tom Hooper. En ella, l'arquebisbe de Canterbury és interpretat per l'actor Derek Jacobi i és el principal responsable que es descobreixi la manca de credencials com logopeda d'un dels protagonistes, Lionel Logue, interpretat per Geoffrey Rush. Segons el crític Philip French, Jacobi interpreta un clergue «al mateix temps dictatorial i obsequiós». La pel·lícula està basada en el llibre The King's Speech: How One Man Saved the British Monarchy, on s'especifica més el paper de Lang al voltant de la coronació de Jordi VI i a la seva relació amb la família reial i es recorda que l'arquebisbe va fer diverses declaracions públiques sobre la tartamudesa del rei abans de ser coronat que van ser considerades «desafortunades» per l'entorn del llavors Duc de York. Segons els autors del llibre, en Lang hauria inadvertidament tapat amb els seus dits part del jurament del nou rei en la cerimònia de coronació en subjectar el llibre, fent encara més difícil la lectura del mateix pel sobirà.

## Obres

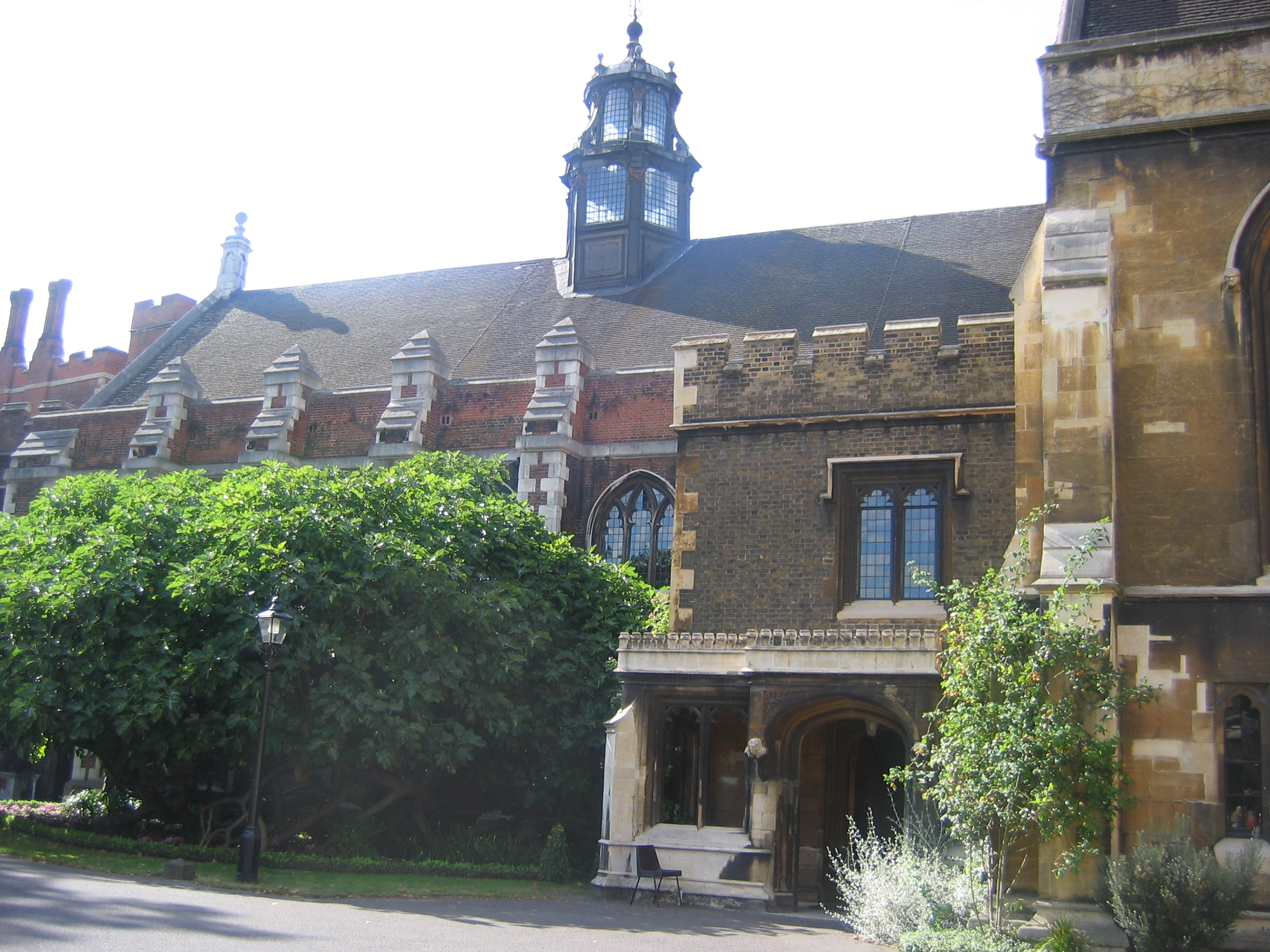
El Palau de Lambeth, la residència oficial de l'arquebisbe de Canterbury a Londres.

En Lang va escriure diversos llibres, incloent-hi una novel·la ambientada durant l'aixecament jacobita de 1745, The Young Clanroy. Aquesta història va tenir els seus orígens en els relats compostos per Lang per al cor de la Universitat durant el seu mandat com degà del Magdalen College. També es van publicar en forma de llibre, alguns dels seus discursos més coneguts i altres obres teològiques, litúrgiques i referents a l'Església d'Anglaterra, diversos de les quals són reeditades periòdicament.
- Lang, Cosmo Gordon. The future of the church in Scotland: a paper read at a conference of the Scottish Episcopal Church at Aberdeen on the 9th of October, 1894.  J. Gardner Hitt, 1895.
- Lang, Cosmo Gordon. The young Clanroy: a romance of the '45.  Smith, Elder, 1897.
- Lang, Cosmo Gordon; General Books. The Miracles of Jesus as Marks on the Way of Life.  General Books LLC, 1900. ISBN 9781151376527.
- Lang, Cosmo Gordon; Green Longmans, and Co, Longman Green & Co. The Opportunity of the Church of England.  Bertrams Print On Demand, 1905. ISBN 9781140618867.
- Lang, Cosmo Gordon; Henry Scott Holland, Charles H. Lloyd, George C. Martin. The new cathedral psalter, containing the psalms of David, together with the canticles and proper psalms for certain days.  Novello and Co., 1908.
- Lang, Cosmo Gordon. Thoughts on Some of the Parables of Jesus.  General Books LLC, 1909. ISBN 9781152066502.
- Lang, Cosmo Gordon; Sir William Reynell Anson, Sir Lewis Tonna Dibdin. The minority report of the divorce commission.  Longmans, Green, 1912.
- Lang, Cosmo Gordon. The church & the clergy at this time of war.  s.n., 1916.
- Lang, Cosmo Gordon. The parables of Jesus.  E.P. Dutton & company, 1918.
- Laidlaw, Walter; Cosmo Gordon Lang, New York Federation of Churches. A greeting and message: carefully writen, partially spoken, now printed as planned, from "York," Ontario, Canada and from "New York," U.S.A. to and through His Grace the Most Rev. Cosmo Gordon Lang ... March 5, 1918.  Walter Laidlaw, 1918.

- Davidson, Randall Thomas; Cosmo Gordon Lang. The appeal of the Lambeth conference: two speeches.  Society for Promoting Christian Knowledge, 1920.
- Lang, Cosmo Gordon. The oppression of religion in Russia.  Hodder and Stoughton, 1930.
- Lang, Cosmo Gordon. A sketch of a united church.  Society for promoting Christian knowledge, 1936.